# Typhlogammarus mrazeki
Typhlogammarus mrazeki is een vlokreeftensoort uit de familie van de Typhlogammaridae. De wetenschappelijke naam van de soort is voor het eerst geldig gepubliceerd in 1907 door Schäferna.